# Ingmar Wetterblad
Rolf Ingmar T:son Wetterblad, född 29 april 1921 i Jönköpings Sofia församling, Jönköping, död 16 augusti 2001 i Sigtuna församling, Stockholms län
, var en svensk ämbetsman.

## Biografi
Wetterblad avlade statsvetenskaplig-juridisk examen i Stockholm 1946. Han var amanuens vid Riksräkenskapsverket 1946–1950, sekreterare vid Statens lönenämnd 1950–1956, byråchef vid Civildepartementet 1956–1963 och avdelningschef där 1963–1965. Han var generaldirektör och styrelseordförande för Statens avtalsverk 1965–1971, men tjänstledig för att vara sakkunnig vid Justitiedepartementet 1970–1971. Wetterblad var generaldirektör och styrelseordförande för Statens personalpensionsverk 1971–1983 (myndigheten bytte namn till Statens löne- och pensionsverk 1980).